# Parabole des débiteurs

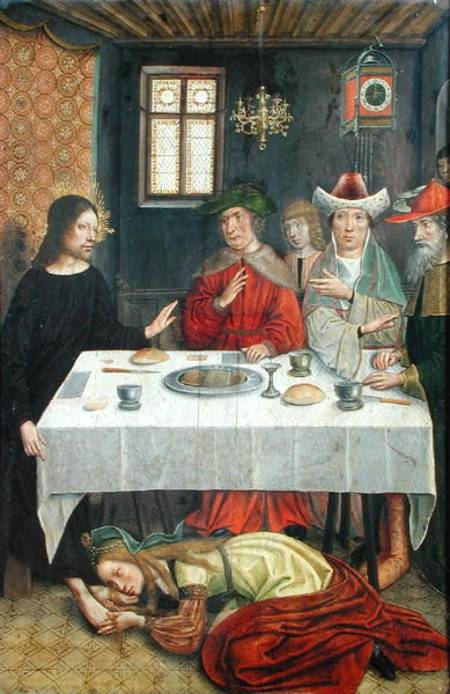
Le Repas chez Simon le pharisien, anonyme (XVe siècle).

Les Deux Débiteurs est un texte de l'évangile selon Luc. Jésus expose cette parabole lors du dîner chez Simon le pharisien, où fait irruption une femme inconnue qui vient répandre du parfum sur ses pieds.    

## Texte
Évangile selon Luc, chapitre 7, versets 41 à 43 :
« Un créancier avait deux débiteurs : l'un devait cinq cents deniers, et l'autre cinquante. Comme ils n'avaient pas de quoi payer, il leur remit à tous deux leur dette. Lequel l'aimera le plus ? Simon répondit : Celui, je pense, auquel il a le plus remis. Jésus lui dit : tu as bien jugé. »

## Interprétation

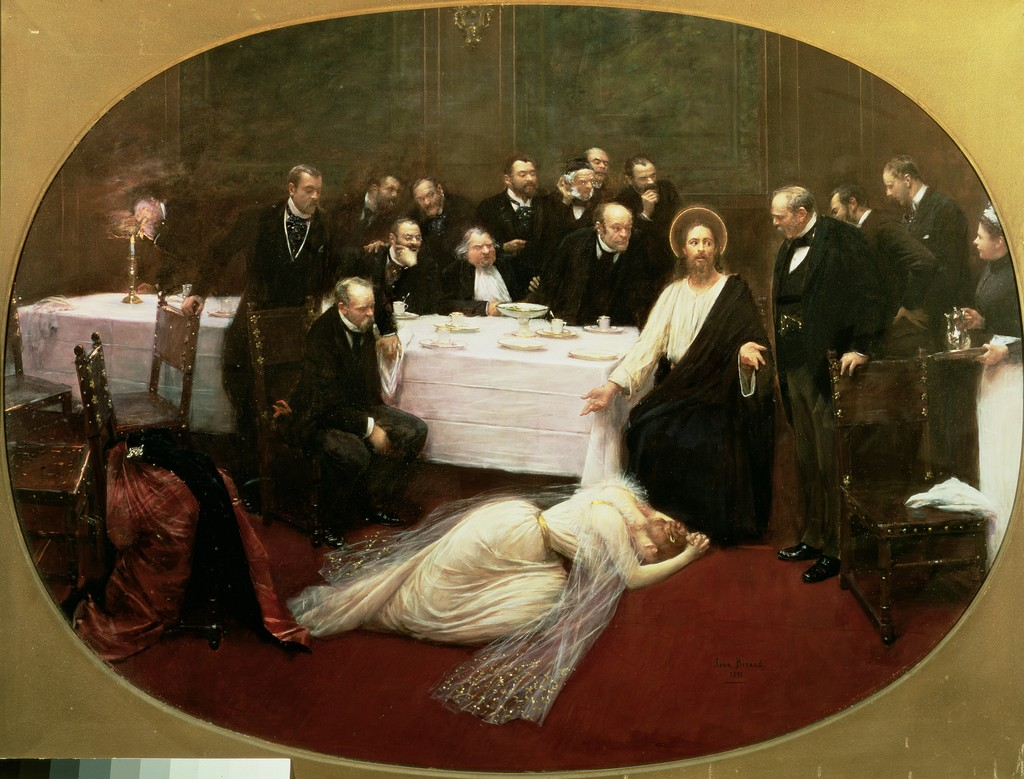
Jean Beraud interprète la parabole : Christ : Duc-Quercy Antoine (1856-1934) ; Sainte Marie-Madeleine : Liane de Pougy, épouse d'Henri Pourpre puis du prince Georges Ghika (1869-1950) ; Simon le Pharisien : Ernest Renan (1823-1892) ; Hippolyte Taine (1828-1893) ; Jean-Jacques Weiss (1827-1891) ; John Lemoinne (1815-1892) ; Edmond Taigny ; Eugène Chevreul (1786-1889) ; Alexandre Dumas fils (1824-1895) ; Dr Adrien Proust (1834-1903) ; Jean Béraud (1848-1935)).

Jésus utilise la parabole pour expliquer que la femme qui l'a oint chez le pharisien l'aime plus que son hôte, parce qu'elle a été pardonnée de plus grands péchés et qu'elle finalise tout une démarche de repentance. Elle a accepté de se reconnaître pécheresse, pleure aux pieds de Jésus, et verse de l'onguent sur celui qui contribue à absoudre son mauvais passé. La croyance qu'elle pouvait être pardonnée malgré ses nombreux péchés, l'a motivé à trouver Jésus et à faire ce geste de double reconnaissance, Jésus comme Fils de Dieu et salut pour les hommes de bonne volonté.     